# أحمد الخالدي الصفدي
أحمد بن محمد الخالدي الصفدي (تُوفي عام 1625) كان مؤرخًا عثمانيًا ومُفتيًا حنفيًّا لصفد (ق. 1600–1625) وشاعرًا. اشتهر بكونه مستشارًا للزعيم الدرزي القوي وجامع الضرائب فخر الدين الثاني بعد تعيين الأخير حاكمًا لسنجق صفد في عام 1602، وبتسجيله حياة فخر الدين المهنية. ويعد كتابه مصدرًا معاصرًا مهمًا لحياة فخر الدين ولتاريخ لبنان وفلسطين تحت الحكم العثماني في حياته.

## الحياة
كان الخالدي مسلمًا سنيًا من مدينة صفد. تلقى تعليمه الديني في الأزهر بالقاهرة، ثم أصبح مفتي المذهب الحنفي في مسقط رأسه. كان الفقه الحنفي هو المدرسة القانونية للمسؤولين العثمانيين. بعد تعيين فخر الدين، أمير الدروز من جبل لبنان وسنجق بك صيدا وبيروت، حاكمًا على صفد في عام 1602، أصبح الخالدي مستشاره. كما عمل أيضًا كمؤرخ لبلاط فخر الدين.

## الأعمال
ومن أهم أعماله كتاب تاريخ الأمير فخر الدين المعني، وهو كتاب غني بالمعلومات عن حياة فخر الدين. ومن المرجح أن يكون قد كُتب بناءً على طلب فخر الدين في محاولة لشرح ولائه للعثمانيين من خلال مفتي الحنفية. كان الخالدي يستخدم علاقاته مع علماء دمشق في كثير من الأحيان للتوسط بين فخر الدين وولاة دمشق، الذين كانت صفد وصيدا وبيروت جزءًا منهم.
لم يذكر مؤرخو سيرة الخالدي العثمانيون العمل، ربما بسبب عدم أهميته كدفاع عن فخر الدين بعد اعتقاله وإعدامه في عامي 1633 و1635، أو بسبب حرج مؤرخي السير من نسخ أو الاعتراف بالحساب الإيجابي العام لفخر الدين، الذي كان يُنظر إليه في الدوائر العثمانية الدمشقية باعتباره متمردًا وطاغية. وقد تم الحفاظ على معظم المخطوطات الأصلية من الكتبة الموارنة والعائلات المتعاطفة مع فخر الدين في جبل لبنان. هناك أيضًا مخطوطة أصلية محفوظة في ميونيخ. وقد حقّق المخطوطات أسد رستم وفؤاد البستاني، ونُشرَت في بيروت عام 1936 تحت عنوان لبنان في عهد الأمير فخر الدين المعني الثاني.
ويعد كتاب الخالدي مصدرًا معاصرًا مُهمًّا لتاريخ لبنان وفلسطين. يتضمن ملحق هذا الكتاب ملاحظات الخالدي المزعومة عن أوروبا خلال فترة وجوده في فلورنسا في المنفى مع فخر الدين. وهي تُمثل واحدة من أقدم الروايات العربية العثمانية المباشرة عن أوروبا الحديثة، ونظامها التعليمي، وخدماتها المصرفية، وزراعتها، ومطبعتها؛ ويرى المؤرخ عبد الرحيم أبو حسين أن صحتها "مشكوك فيها"، وأنها قد تكون أُدخلَت لاحقًا من النساخ.
وكان الخالدي أيضًا شاعرًا ولغويًا عربيًا متميزًا، كما يتضح من أشعاره الباقية. ومن أعماله المهمة السابقة كتاب طوق الحمامة في النسب لملوك العجم والعرب، وهو كتاب غير منشور. كما كتب شرحًا لكتاب ألفية ابن مالك في قواعد اللغة العربية من القرن الثالث عشر، وكتب كتابًا عن القياس، وسردًا لرحلاته.

## فهرس
- Abu-Husayn، Abdul-Rahim (1993). "Khalidi on Fakhr al-Din: Apology as History". Al-Abhath. ج. 41: 3–15. مؤرشف من الأصل في 2023-11-29.
- Abu-Husayn، Abdul-Rahim (1999). "The Junblats and the Janbulads: A Case of Mistaken Identity". في Köhbach، Markus؛ Procházka-Eisl، Gisela؛ Römer، Claudia (المحررون). Acta Viennensia Ottomanica: Proceedings of the 13th CIEPO-Symposiums, from 21 to 25 September 1998. Vienna: Selbrstverlag des Instituts fur Orientalistik. ص. 1–6. ISBN:9783900345051. مؤرشف من الأصل في 2023-05-10.
- Abu-Husayn، Abdul-Rahim (2001). "Education and Learning in Early Ottoman Palestine: An Overview (1516-1816)". في Ihsanoglu، Ekmeleddin (المحرر). International Congress on Learning and Education in the Ottoman World: Istanbul, 12-15 April 1999. Istanbul: Research Centre for Islamic History, Art and Culture. ص. 297–304. ISBN:978-92-9063-092-0. مؤرشف من الأصل في 2024-12-09.